# Гига-
Гига- (русское обозначение: Г; международное: G) — одна из приставок, используемых в Международной системе единиц (СИ) для образования наименований и обозначений десятичных кратных единиц. Единица, наименование которой образовано путём присоединения приставки гига к наименованию исходной единицы, получается в результате умножения исходной единицы на число 109, то есть на один миллиард.
В качестве приставки СИ принята XI Генеральной конференцией по мерам и весам в 1960 году. Наименование происходит от греческого слова γίγας, означающего «гигант».
Примеры:
- 1 гигаватт (ГВт) = 109 ватт.
- 1 гигабайт (ГБ) — для измерения объёма данных, равен 1000000000байт; также используется в значении гибибайт, ГиБ — равен 1073741824, то есть 230 байт.
- 1 гигагерц (ГГц) — единица частоты, применяемая в микроэлектронике и радиоэлектронном оборудовании, равна 1000000000Гц.
- 1 гигабит (Гбит) — единица измерения количества информации, равен 1000000000бит. 1 Гбит/с — единица измерения скорости потока информации, например, в сетевом оборудовании. 1 Гбит/с = 1000000000бит/с.